# Larvik
Larvik je municipalita (někdy označováno jako okres) v norském kraji Vestfold. Správním centrem municipality je stejnojmenné město. Dalšími populačními centry jsou město Stavern a vesnice Gjone, Helgeroa, Hem, Kjose, Kvelde, Nevlunghavn, Skinmo, Svarstad, Ula, Verningen, a Tjøllingvollen.
Z celkové rozlohy 1559,42 km² připadá 812,89 km² na pevninu a ostrovy. Na tomto území žije přibližně 48 tisíc obyvatel, většina v samotném městě Larvik.

## Geografie
Larvik je pobřežní region, v jeho katastru je dobrá zemědělská půda, lesy a hory. Od jižního pobřeží zasahuje zhruba 55 km na sever do vnitrozemí. Nejvyšší bod je v okolí vrcholu Pikstein v 622 metrech nad mořem, místo leží v severozápadní části území.
Od průlivu Skagerrak vede až k městu Larviksfjord. Rakkebåene a majákem osazený Svenner jsou známými a význačnými místy v šérovém pobřeží města.
Kromě fjordů je v regionu několik významných vodních ploch a toků.
Farris je 20,5 km dlouhé jezero, které dosahuje hloubky 131 metrů. Z geografického hlediska je pokračováním Larviksfjordu. Jde o morénové jezero, které vzniklo přehrazením části fjordu ledovcovými usazeninami – morénou Farriseidet. Převýšení 22 metrů mezi jezerem a fjordem bylo v minulosti využíváno průmyslem k různým účelům. Na vnější straně usazené akumulace jsou přírodní prameny minerální vody Farris, která je stáčena do lahví. Jezero Fariss je zdrojem pitné vody pro velkou část kraje.
Hallevannet je další velké jezero, leží na jihozápadě municipality Larvik. Na hranici se sousední municipalitou Sandefjord leží jezero Goksjø.
Regionem protéká od severu k jihu jedna z největších norských řek Numedalslågen, která pramení a sbírá vody v Hardangerviddě. Před svým ústím do Larviksfjordu obtéká z východu město Larvik. Dolní část lågenského údolí kdysi patřila k vesnici Hedrum, která je dnes součástí municipality.
Podloží celé obce tvoří larvikit modré barvy. Larvikit je zde těžen. Kvartérní uloženiny jsou tvořeny rozsáhlými akumulacemi rozlehlé morény, která v jižním Vestfoldu vcelku jasně vymezuje hustěji osídlenou oblast.
Pobřežní část Larviku má mírné pobřežní podnebí, s poměrně mírnými zimami a teplým létem.
V okolí města Larviku rostou bučiny s metličkou křivolakou. Jde o jeden z nejsevernějších výskytů buku v Evropě. Přímo ve městě je přírodě blízký park Bøkeskogen (doslovně bukový les), který byl první přírodní rezervací v Norsku zpřístupněnou veřejnosti. Již v roce 1884 jej daroval majitel pozemku Tschernow obyvatelům Larviku. V jeho areálu se nachází až stovka mohylových hrobů. Na přelomu 30. a 40. let tam fungovalo i letní kino.

## Územní vývoj
Město bylo ustaveno samosprávnou obcí (municipalitou) 1. ledna 1838. Připojením města Stavern a vesnic Brunlanes, Hedrum a Tjølling k 1. lednu 1988 vznikla municipalita Larvik, která se svou rozlohou stala největší v kraji. Sousední municipality byly Lardal na severu, Andebu a Sandefjord na východě, a Porsgrunn a Siljan na západě v historickém kraji Telemark. Dne 1. ledna 2018 bylo k municipalitě připojeno území Lardalu. Larvik od té doby sousedí s municipalitami Sandefjord, Porsgrunn, Siljan, Holmestrand, Kongsberg a Tønsberg.

## Doprava
Už od starověku měla moréna Farriseidet význam pro dopravu, tato moréna je jediným průchozím místem mezi jezerem Farris a Larviksfjordem. Přes Farriseidet prochází viaduktem silnice E18, stará hlavní silnice a železnice vede pod ní.
Průběh E18 sleduje hřbet vestfoldské morény a přichází do Larviku ze severovýchodu od Sandefjordu, překonává Lågen Bommestadským mostem, zde se kříží se zemskou cestou 40, která vede k severu lågenským údolím směrem ke Kongsbergu. E18 prochází mezi městským parkem a jezerem a míří dál na severozápad k Porsgrunnu.
Larvikem prochází Vestfoldská železnice, pro mnoho vlaků je stanice v Larviku konečná. Každou hodinu odjíždí nebo přijíždí vlak do nebo z Oslo.
Larvik má každodenní spojení trajektem s dánským přístavním městem Hirtshals.

## Partnerská města
- Borlänge
- Frederikshavn
- Jyväskylä
- Malbork
- Andora

## Rodáci a osobnosti
- Johan Sverdrup (1816–1892), politik a bývalý norský premiér
- Thomas Archer (1823–1905), australský dobytkář a queenslandský Agent General
- Colin Archer (1832–1921), stavitel lodí
- Oscar Wisting (1871–1936), polární badatel
- Herman Wildenvey (1885–1959), básník
- Niels Christian Ditleff (1888–1956), diplomat a organizátor operace Bílé autobusy
- Thor Heyerdahl (1914–2002), etnograf a dobrodruh, stavitel Kon-Tiki a dalších primitivních plavidel
- Erik Hesselberg (1914–1972), člen posádky Kon-Tiki, umělec a spisovatel
- Thorstein Baarnes (1984–), výzkumník, lovec, filantrop a autor fráze «En dag sov jeg to dager»
- Carl Nesjar (1920–2015), malíř, sochař, fotograf a grafik
- Gunnar Thoresen (1920–2017), fotbalista
- Arne Nordheim (1931–2010), hudební skladatel
- Mille-Marie Treschow (1954–), velkovlastnice nemovitostí a podnikatelka
- Ingvar Ambjørnsen (1956–), spisovatel
- Anne Holt (1958–), autor kriminálních příběhů a bývalý ministr spravedlnosti
- Jarle Andhøy (1977–), námořník a dobrodruh